# Hafenstraße (Mannheim)

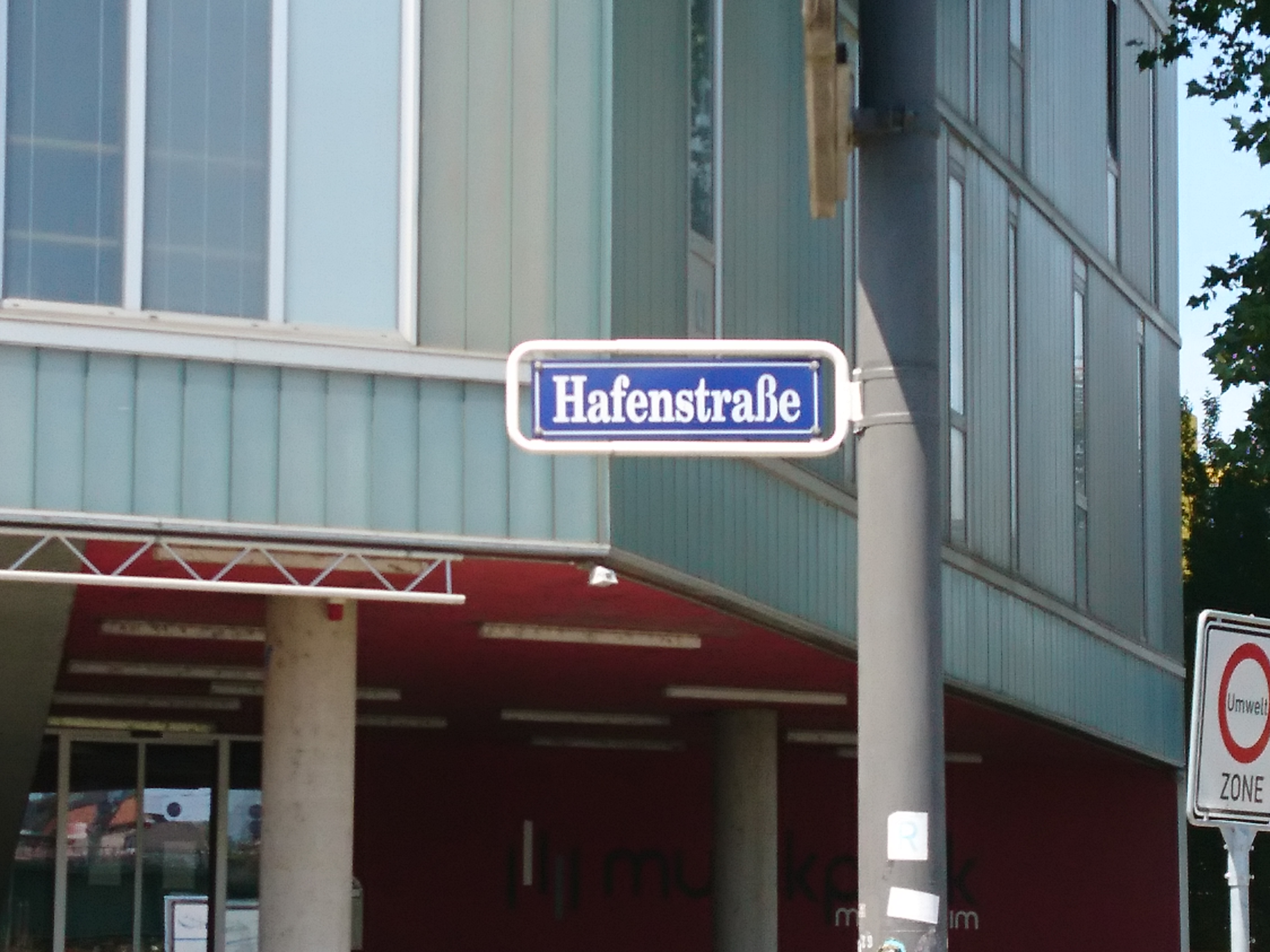
Straßenschild Hafenstraße vor dem Musikpark Mannheim

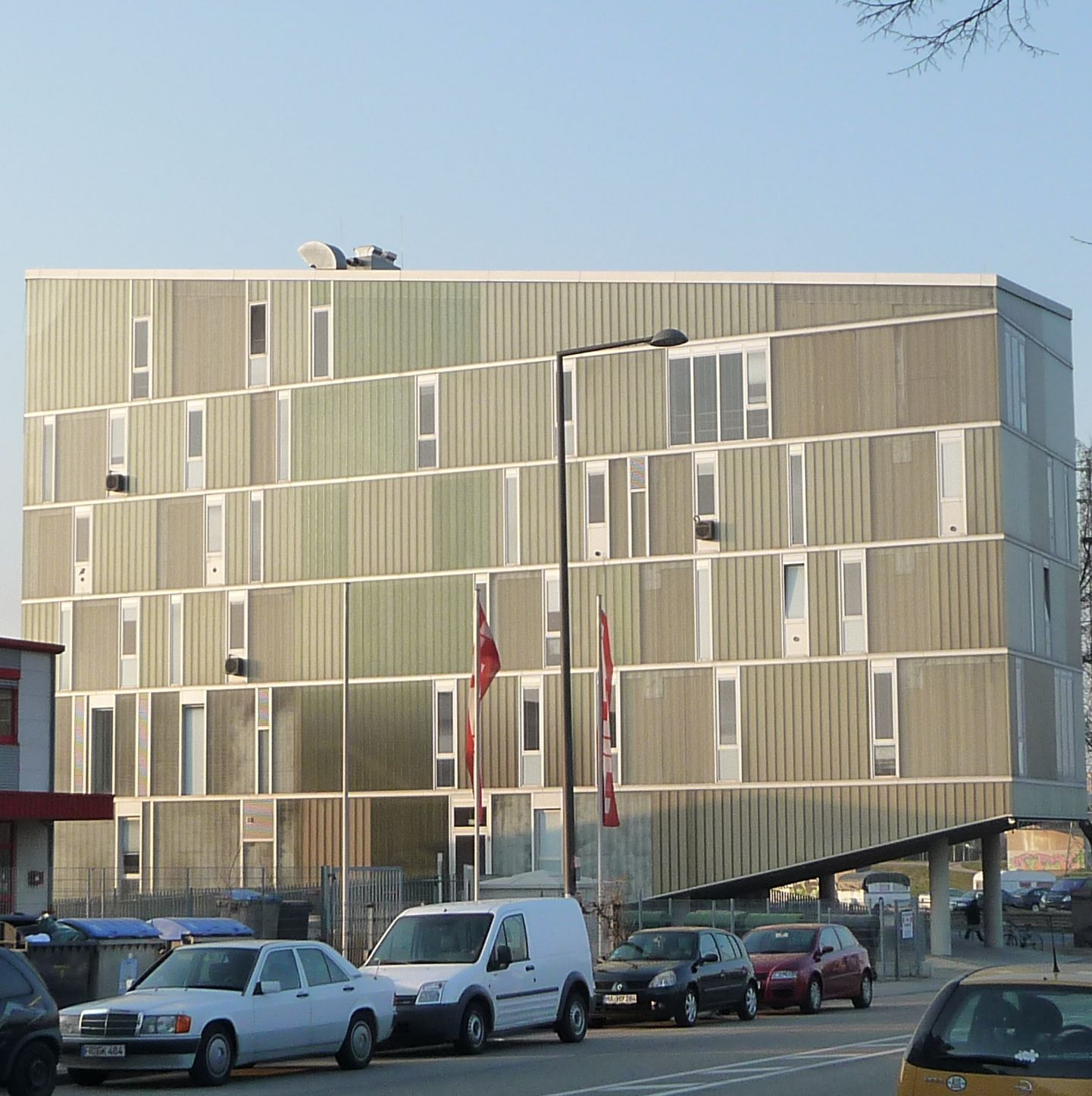
Der Musikpark in der Hafenstraße

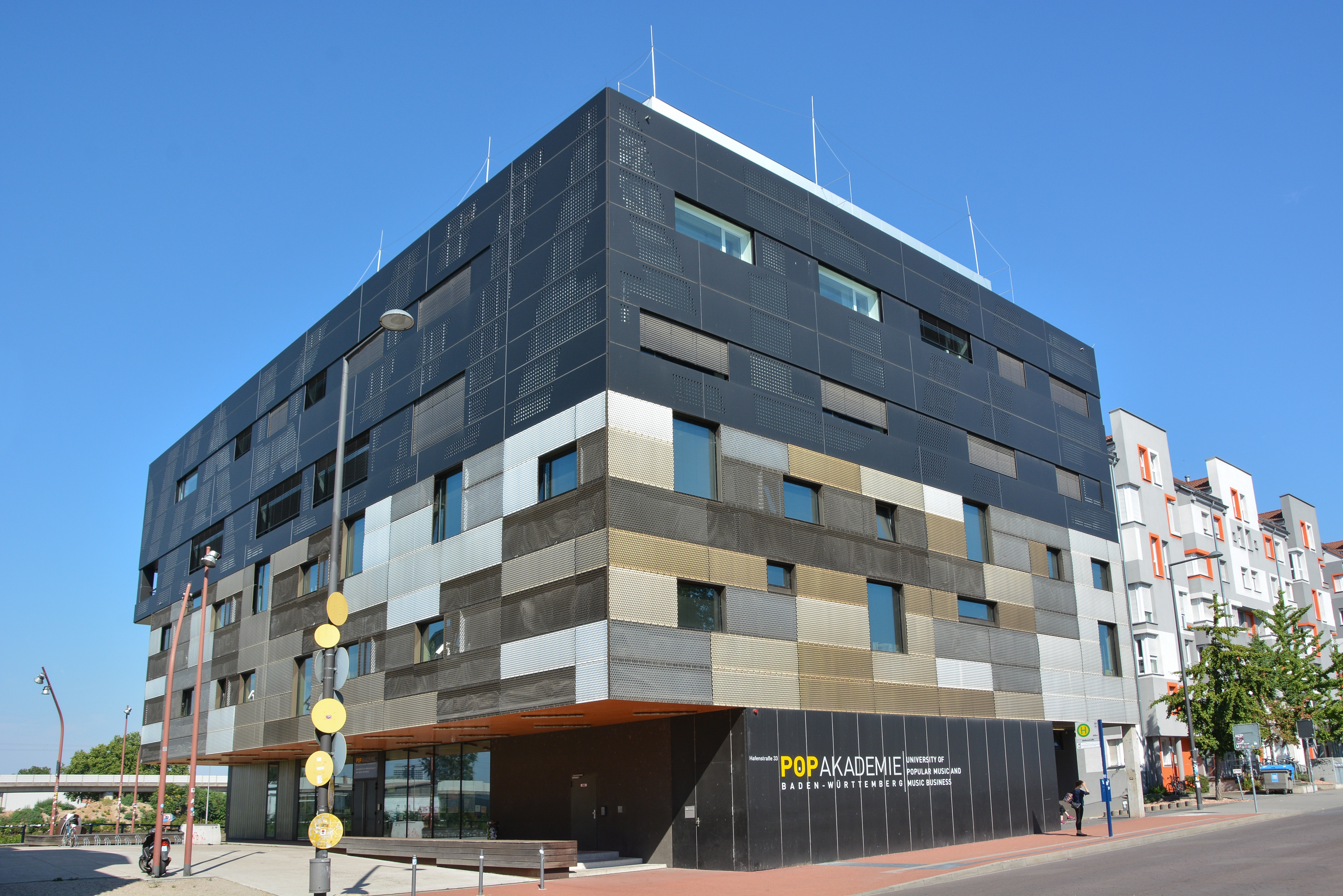
Die Popakademie Baden-Württemberg in der Hafenstraße

Die Hafenstraße ist eine Straße in Mannheim im Stadtteil Jungbusch. Sie verläuft parallel zum Verbindungskanal, beginnt an der Rheinstraße und endet an der Neckarvorlandstraße.

## Geschichte
Die Straße war vor 1850 die Verlängerung der damaligen Ringstraße, des heutigen Luisenrings. Sie führte am Rand der westlichen Innenstadt-Quadrate entlang des alten Rheinhafens von 1840 zwischen Rhein-Tor und Rhein. Mit der Errichtung des Mühlauhafens und dem Bau des Verbindungskanals veränderten sich nach ca. 1875 Geografie und Bebauung des Jungbuschs. Die Hafenstraße wurde im Abstand von etwa 50 Metern parallel zum Verbindungskanal nördlich in den Jungbusch fortgesetzt.
Nach Stilllegung der Werft am nördlichen Ende der Straße erfolgte nach 1984 deren Verlängerung bis zur Neckarvorlandstraße. In diesem Bereich sind heute die Popakademie Baden-Württemberg, die „Wohnanlage Am Verbindungskanal“ des Studierendenwerks Mannheim sowie der Musikpark Mannheim ansässig.